# Список умерших в 1938 году
В этой статье представлен список известных людей, умерших в 1938 году.
- См. также: Категория:Умершие в 1938 году

## Январь
- 2 января — Василий Бобинский — украинский поэт и переводчик.
- 2 января — Ульви Раджаб (34) — азербайджанский советский актёр.
- 4 января — Василий Баландин (40) — советский государственный и партийный деятель, ответственный секретарь Курганского окружного комитета ВКП(б) (1929—1930), расстрелян.
- 8 января — Афанасий (Молчановский) — епископ Русской православной церкви, епископ Сквирскоий и Бердичевский, викарий Киевской епархии.
- 8 января — Яков Бухбанд (44) — деятель ВЧК — ОГПУ — НКВД, начальник Управления рабоче-крестьянской милиции Управления НКВД по Крымской АССР, майор милиции (1937), расстрелян.
- 8 января — Николай Любинский (46) — украинский языковед.
- 8 января — Евгений Шнейдер — учёный тунгусо-маньчжуровед, этнограф и лингвист, первый исследователь удэгейского языка.
- 10 января — Иван Клеймёнов (39) — один из организаторов и руководителей разработок ракетной техники в СССР.
- 10 января — Николай Котов — российский и советский военный деятель, революционер, комдив.
- 10 января — Алексей Татаринов — местночтимый святой Украинской православной церкви.
- 11 января — Иван Аренс (49) — советский государственный и партийный деятель, генеральный консул СССР в Нью-Йорке (США), расстрелян.
- 11 января — Николай Евдокимов — советский летчик-парашютист.
- 11 января — Георгий Лангемак (39) — советский ученый.
- 12 января — Епископ Авраамий (71) — епископ Русской православной церкви, епископ Пензенский и Саранский.
- 12 января — Сидор Голубович (64) — адвокат, доктор права, депутат парламента Австро-Венгрии.
- 12 января — Степан Шагайда (42) — украинский советский театральный и киноактёр.
- 13 января — Семён Высочиненко (37) — советский государственный и партийный деятель, 1-й секретарь Пермского городского комитета ВКП(б) (1937), расстрелян.
- 13 января — Пётр Троицкий — псаломщик, мученик Русской православной церкви.
- 13 января — Виктор Яворский — иерей Русской православной церкви, местночтимый святой Украинской православной церкви.
- 14 января — Николай Архипов (44) — советский государственный и партийный деятель, председатель ЦИК Автономной Карельской ССР — Карельской АССР, расстрелян.
- 15 января — Иван Голик (34) — советский государственный и партийный деятель, 2-й секретарь Коми-Пермяцкого окружного комитета ВКП(б) (1937), расстрелян.
- 15 января — Давид Демиховский (37) — советский государственный и партийный деятель, 1-й секретарь Областного комитета ВКП(б) Северо-Осетинской автономной области (1931—1934), расстрелян.
- 15 января — Константин Канделаки — меньшевик, депутат Государственной думы II созыва от Батумской области и Сухумского округа.
- 16 января — Януарий Бортник (40) — украинский советский театральный режиссёр.
- 16 января — Александр Буканов (43) — деятель ВЧК — ОГПУ — НКВД, начальник Управления НКВД по Удмуртской автономной области (1934—1935), расстрелян.
- 16 января — Иларион Жуков — иерей, священномученик, местночтимый святой Украинской Православной Церкви.
- 17 января — Кирилл Стуцка — советский военачальник.
- 17 января — Лукьян Федотов (42) — иерей, священномученик, местночтимый святой Украинской Православной Церкви.
- 18 января — Теодор Бах (79) — австрийский архитектор.
- 18 января — Александр Вастен (56) — большевик, брат Адольфа Тайми, красный командир во время сражения за Тампере в финскую гражданскую войну.
- 18 января — Николай Ефимов (47) — иерей, священномученик, местночтимый святой Украинской Православной Церкви.
- 18 января — Александр Кривчиков (47) — Участник Первой мировой войны, Белого движения и Гражданской войне в России.
- 18 января — Сергей Фарфоровский — историк, этнограф.
- 19 января — Варсонофий (Мамчич) — местночтимый святой Украинской православной церкви.
- 19 января — Яков Редозубов — протоиерей, священномученик, местночтимый святой Украинской Православной Церкви.
- 19 января — Николай Чернявский — поэт, педагог и земский деятель.
- 20 января — Николай Анисимов (32) — советский государственный и партийный деятель, 1-й секретарь Энгельского городского комитета ВКП(б) (АССР Немцев Поволжья), расстрелян.
- 20 января — Адриан Копыстянский — украинский историк и общественный деятель из лемков.
- 20 января — Михаил Майоров (48) — партийный и государственный деятель СССР и УССР.
- 20 января — Виктор Поплавко — штабс-капитан, российский военный конструктор авиации и бронетехники.
- 21 января — Уильям Дайсон (57) — австралийский художник-карикатурист и иллюстратор.
- 21 января — Галимджан Ибрагимов (50) — татарский писатель, языковед, общественный деятель.
- 21 января — Давид Рязанов (67) — российский и советский общественный деятель и учёный.
- 22 января — Мир Мирбадалев — один из первых узбекских генералов.
- 23 января — Анатолий (Грисюк) (57) — епископ Православной Российской Церкви.
- 24 января — Роберт-Франц Арнольд (65) — австрийский писатель, историк литературы, библиотекарь, литературный критик, доктор наук, профессор Венского университета.
- 24 января — Виктор Белаш — украинский революционер, военный и политический деятель.
- 25 января — Евгений Поливанов (46) — русский и советский лингвист, востоковед и литературовед, один из основателей ОПОЯЗа; расстрелян.
- 26 января — Зиткала-Ша (61) — американская индейская писательница из племени сиу, одна из первых собирателей североамериканского индейского фольклора.
- 27 января — Владимир Бенешевич (63) — юрист (специалист в области церковного права) и историк, византинист, палеограф, член-корреспондент Академии наук.
- 27 января — Вилли Волцит (42) — советский государственный и партийный деятель, ответственный секретарь Боровичского окружного комитета ВКП(б) (1928—1930), расстрелян.
- 27 января — Ханс Пегельман (62) — эстонский и советский политический деятель.
- 28 января — Константин Васильев (48) — советский государственный и партийный деятель, председатель Исполнительного комитета Оренбургского областного Совета (1934—1937), расстрелян.
- 29 января — Владимир Саитов (88) — русский библиограф и историк литературы.

## Февраль
- 1 февраля — Борис Дидковский (54) — советский геолог, педагог и революционер.
- 2 февраля — Ефим Берёзин (38) — советский государственный и партийный деятель, председатель Исполнительного комитета Псковского окружного Совета (1937), расстрелян.
- 3 февраля — Мария Лейко (50) — звезда немого кино.
- 4 февраля — Самуил Бантке (39) — советский историк, участник Гражданской войны.
- 5 февраля — Сергей Виноградов (68) — русский живописец.
- 5 февраля — Семен Западный — советский военный органов НКВД.
- 6 февраля — Исаак Лифшюц (85) — немецкий химик, изобретатель Эвцерита.
- 8 февраля — Фёдор Андрианов (43) — советский политический деятель, председатель Исполнительного комитета Архангельского губернского Совета (1929), расстрелян.
- 8 февраля — Абрам Зеликович Горелик (45) — советский критик, литературовед. Участник литературной группы «Перевал».
- 8 февраля — Александр Бахутов (53) — советский государственный и партийный деятель, народный комиссар труда РСФСР (1923—1929), расстрелян.
- 8 февраля — Владимир Бекаури (55) — грузинский советский инженер-изобретатель.
- 8 февраля — Оскар Тарханов (37) — деятель молодёжного коммунистического движения в СССР, дипломат, разведчик.
- 9 февраля — Абрам Каменский (52) — революционер, государственный и партийный деятель СССР.
- 9 февраля — Газанфар Мусабеков (49) — советский и азербайджанский политический деятель и революционер, Председатель СНК Азербайджанской ССР.
- 10 февраля — Константин Аболяев (35) — советский политический деятель, и. о. 1-го секретаря Саратовского областного комитета ВКП(б) (1937—1938), расстрелян.
- 10 февраля — Александр Аросев (47) — революционер, советский партийный деятель, писатель; расстрелян.
- 10 февраля — Владимир Антонов-Овсеенко (54) — российский революционер, советский партийно-государственный и военный деятель, публицист украинского происхождения; расстрелян (по другой версии, это произошло 11 февраля 1939[1]).
- 10 февраля — Кайгисыз Атабаев (50) — советский государственный и партийный деятель, председатель СНК Туркменской ССР, расстрелян.
- 10 февраля — Сергей Барминский (38) — советский государственный деятель, вр. и. о. начальника Приморского областного отдела ГПУ (1938).
- 10 февраля — Михаил Бондаренко (38) — советский и украинский политический деятель.
- 10 февраля — Александр Белобородов (36) — советский государственный и партийный деятель, уполномоченный Народного комиссариата внутренней торговли СССР по Азово-Черноморскому краю (1932—1936), народный комиссар внутренних дел РСФСР (1923—1927), расстрелян.
- 10 февраля — Яков Быкин (49) — советский государственный и партийный деятель, ответственный — 1-й секретарь Башкирского областного комитета ВКП(б) (1930—1937), расстрелян.
- 10 февраля — Владимир (Пищулин) — иеромонах Русской православной церкви.
- 10 февраля — Ефим Генкин (83) — советский политический деятель, народный комиссар финансов ЗСФСР (1922—1928), расстрелян.
- 10 февраля — Максим Горецкий (44) — белорусский писатель, литературовед, переводчик, фольклорист, деятель белорусского национального движения начала XX века; расстрелян.
- 10 февраля — Фёдор Грядинский (44) — советский государственный и партийный деятель, председатель Исполнительного комитета Западно-Сибирского краевого Совета (1930—1937), расстрелян.
- 10 февраля — Михей Ербанов (48) — советский государственный и партийный деятель, ответственный — 1-й секретарь Бурят-Монгольского областного комитета ВКП(б) (1928—1937), расстрелян.
- 10 февраля — Вячеслав Иванов (43) — советский государственный и партийный деятель, председатель Исполнительного комитета Калининского областного Совета (1935—1937), расстрелян.
- 10 февраля — Григорий Каминский (42) — государственный и общественный деятель.
- 10 февраля — Дмитрий Алексеевич Конторин (37) — г советский государственный и партийный деятель.
- 10 февраля — Турар Рыскулов (43) — советский политический деятель, председатель ЦИК Туркестанской АССР.
- 11 февраля — Казимир Твардовский — польский философ и логик.
- 12 февраля — Арон Вайнштейн (50) — советский государственный и партийный деятель, председатель Совета Труда и Обороны Киргизской (Казахской) АССР (1922—1923), расстрелян.
- 12 февраля — Павел Трубецкой (71) — русский скульптор и художник.
- 13 февраля — Геворк Алиханян (44) — советский партийный деятель.
- 14 февраля — Георгий Костоправ (34) — румейский поэт и писатель, основатель национальной литературы греков Украины.
- 17 февраля — Абрам Абрамов (36) — советский политический деятель, ответственный — 1-й секретарь Мурманского окружного комитета ВКП(б) (1931—1937), расстрелян.
- 17 февраля — Абрам Слуцкий — деятель советской разведки, комиссар государственной безопасности 2-го ранга.
- 18 февраля — Матвей Бронштейн (31) — советский физик-теоретик.
- 18 февраля — Михаил Фроленко — русский революционер, народник, член Исполнительного комитета Народной воли.
- 19 февраля — Анс Аболин (46) — советский политический деятель, ответственный секретарь Пензенского губернского комитета ВКП(б) (1926—1928), расстрелян.
- 19 февраля — Эдмунд Ландау (61) — немецкий математик, который внёс существенный вклад в теорию чисел.
- 20 февраля — Иосиф Кальван (42) — кавалер трёх орденов Красного Знамени до учреждения ордена Ленина, комбриг Рабоче-крестьянской Красной Армии.
- 20 февраля — Владимир Кручинин — Герой Советского Союза.
- 21 февраля — Карл Георг фон Гуйн (80) — австро-венгерский военачальник и администратор, граф.
- 21 февраля — Владимир Джунковский (72) — российский политический, государственный и военный деятель.
- 23 февраля — Борис (Шипулин) (61) — епископ Русской Церкви, архиепископ Ташкентский.
- 25 февраля — Санжар Асфендиаров (48) — видный общественный и государственный деятель, ученый.
- 25 февраля — Сулеймен Ескараев (40) — советский государственный и партийный деятель, председатель Исполнительного комитета Карагандинского областного Совета (1933—1936), расстрелян.
- 25 февраля — Кудайберген Жубанов (38) — казахский ученый-языковед, филолог, общественный и государственный деятель.
- 25 февраля — Макарий (Знаменский) — епископ Русской православной церкви, епископ Краснослободский, викарий Пензенской епархии.
- 26 февраля — Александр Амфитеатров (75) — писатель, публицист, фельетонист, литературный и театральный критик, драматург, автор сатирических стихотворений.
- 26 февраля — Ильяс Джансугуров (43) — казахский советский поэт, классик казахской литературы.
- 26 февраля — Александр Древин (48) — российский художник латышского происхождения.
- 26 февраля — Густав Клуцис (42) — художник-авангардист, представитель конструктивизма, один из создателей искусства цветного фотомонтажа.
- 26 февраля — Жумат Шанин (46) — казахский советский режиссёр.
- 28 февраля — Семён Берг (50) — советский государственный и партийный деятель, председатель Ярославского губернского комитета РКП(б) (1918—1919), расстрелян.
- 28 февраля — Чарльз Брок (68) — популярный английский книжный иллюстратор.
- 28 февраля — Иван Герман (53) — советский государственный и партийный деятель, председатель Тамбовского губернского комитета РКП(б) (1919), расстрелян.

## Март
- 1 марта — Габриэле Д’Аннунцио (74) — итальянский писатель, поэт, драматург и политический деятель.
- 1 марта — Михаил Гольман (41) — советский государственный и партийный деятель, председатель Симбирского губернского Революционного Трибунала (1918), расстрелян.
- 3 марта — Мелетий Кичура (57) — украинский писатель, переводчик.
- 3 марта — Самуил Шварцбурд (51) — еврейский поэт, публицист и анархист.
- 4 марта — Альберт Иост (49) — советский политический деятель, председатель Главного Суда Автономной Карельской ССР — Верховного Суда Карельской АССР (1935—1937), расстрелян.
- 7 марта — Алексей Бакулин (38) — советский государственный и партийный деятель, народный комиссар путей сообщения СССР(1937—1938), расстрелян.
- 7 марта — Шерам (80) — армянский ашуг.
- 8 марта — Анна (Макандина) (55) — святая Русской православной церкви, причислена к лику святых как преподобномученица в 2000 году для общецерковного почитания.
- 10 марта — Фёдор Бутенин (44) — советский политический деятель, ответственный секретарь Областного комитета РКП(б) Марийской автономной области (1921—1922), расстрелян.
- 10 марта — Герасим Варелас (42) — советский государственный и партийный деятель, ответственный секретарь Черниговского окружного комитета КП(б) Украины (1925—1926), расстрелян.
- 10 марта — Климент Дыдоров (53) — русский офицер, участник белого движения.
- 10 марта — Зиновий Кацнельсон (45) — деятель ВЧК-ОГПУ-НКВД.
- 11 марта — Рейнгольд Берзин (49) — советский политический и военный деятель, активный участник Гражданской войны; расстрелян.
- 11 марта — Иоанн (Пашин) (56) — епископ Рыльский, викарий Курской епархии.
- 11 марта — Николай Любарский — участник революционного движения в России.
- 11 марта — Константин Челпан (38) — советский конструктор дизельных двигателей.
- 13 марта — Акмаль Икрамов (39) — советский политический деятель, 1-й секретарь ЦК КП(б) Узбекистана (1929—1937), расстрелян.
- 15 марта — Пётр Богданов (45) — советский государственный и партийный деятель, 1-й заместитель народного комиссара местной промышленности РСФСР (1935—1937), расстрелян.
- 15 марта — Николай Бухарин (49) — российский экономист, советский политический, государственный и партийный деятель; расстрелян.
- 15 марта — Григорий Гринько (47) — революционер, советский государственный деятель.
- 15 марта — Исаак Зеленский (47) — советский партийный и государственный деятель.
- 15 марта — Прокопий Зубарев (52) — советский политический деятель, председатель Исполнительного комитета Северного краевого Совета (1929), расстрелян.
- 15 марта — Владимир Иванов (45) — советский партийный и государственный деятель.
- 15 марта — Игнатий Казаков — советский учёный, директор Государственного научно-исследовательского института обмена веществ и эндокринных расстройств Наркомздрава СССР. Автор «лизатотерапии».
- 15 марта — Лев Левин — врач-терапевт, доктор медицинских наук, профессор, консультант лечебно-санитарного управления Кремля.
- 15 марта — Файзулла Ходжаев — советский партийный и государственный деятель.
- 15 марта — Алексей Рыков (57) — советский политический и государственный деятель, народный комиссар внутренних дел (1917), председатель СНК СССР (1924—1930) и одновременно СНК РСФСР (1924—1929), сменивший на этих постах Ленина; расстрелян.
- 15 марта — Николай Крестинский (54) — советский политический деятель, революционер-большевик; расстрелян.
- 15 марта — Исидор Обергард (49) — советский учёный, фармацевт, доктор медицинских наук, действительный член ВИЭМ, профессор.
- 15 марта — Пётр Орешин (50) — русский поэт и прозаик; расстрелян.
- 15 марта — Аркадий Розенгольц (48) — советский государственный деятель; расстрелян.
- 15 марта — Василий Шарангович (41) — советский партийный деятель; расстрелян.
- 15 марта — Генрих Ягода (46) — советский политический и государственный деятель, один из главных руководителей советских органов госбезопасности (ВЧК, ОГПУ, НКВД), нарком внутренних дел СССР (1934—1936); расстрелян.
- 17 марта — Пётр Коганович (50) — советский политический деятель, председатель Исполнительного комитета Курского губернского Совета (1920), расстрелян.
- 19 марта — Абрам Аникст (50—51) — участник российского революционного движения.
- 19 марта — Григорий Аронштам (45) — советский государственный и партийный деятель, 1-й секретарь ЦК КП(б) Туркмении, расстрелян.
- 19 марта — Рейнгольд Берзин (49) — советский политический и военный деятель, активный участник Гражданской войны.
- 19 марта — Пётр Дербер — российский политический деятель.
- 19 марта — Магжан Жумабаев (44) — казахский советский писатель, публицист, педагог, один из основателей новой казахской литературы.
- 20 марта — Иван Апин (61) — советский государственный и партийный деятель, председатель ЦИК Туркестанской СФР, расстрелян.
- 20 марта — Мартын Лацис (49) — видный деятель ЧК-ОГПУ.
- 20 марта — Александр Малинов (70) — болгарский политический деятель, лидер Демократической партии.
- 21 марта — Мирза Гусейнов (44) — советский партийный и государственный деятель.
- 21 марта — Узакбай Кулумбетов (47) — советский политический деятель.
- 23 марта — Лев Писаржевский (64) — советский химик, академик АН СССР.
- 25 марта — Лазарь Аронштам (41) — советский государственный и партийный деятель, член Президиума Центральной Контрольной Комиссии ВКП(б), расстрелян.
- 25 марта — Филипп Левензон — советский военачальник, в Гражданскую войну командовал бригадой, дивизионный комиссар.
- 30 марта — Николай Баршев (49) — русский прозаик, драматург; умер в заключении.
- 31 марта — Янкл Янкелевич — еврейский советский поэт.

## Апрель
- 1 апреля — Михаил Асев (48) — советский государственный и партийный деятель, прокурор Амурской области, расстрелян.
- 2 апреля — Арсений Бадашев (42) — советский государственный и партийный деятель, ответственный секретарь Черноморского окружного комитета ВКП(б).
- 2 апреля — Виктор Бурмистров (49) — советский государственный деятель, начальник Отдела по гражданским делам Прокуратуры РСФСР (1935—1937), расстрелян.
- 2 апреля — Иоанникий (Соколовский) — епископ Русской православной церкви, епископ Омский.
- 4 апреля — Илья Васильев (44) — советский государственный и партийный деятель, 1-й секретарь Нижне-Амурского областного комитета ВКП(б) (1935—1937), расстрелян.
- 6 апреля — Хорен I (64) — Патриарх-Католикос Армяно-Григорианской церкви.
- 7 апреля — Иван Жданов (42) — советский политический деятель, ответственный секретарь Мурманского губернского комитета РКП(б) — ВКП(б) (1925—1926), расстрелян.
- 8 апреля — Дмитрий Бузин (40) — советский государственный и партийный деятель, председатель Исполнительного комитета Зейского областного Совета (1934), расстрелян.
- 8 апреля — Михаил Вольский — советский партийный деятель.
- 8 апреля — Марк Королицкий (48) — российский литературный и театральный критик, доктор медицины.
- 8 апреля — Пантелеймон Романов (53) — русский прозаик.
- 9 апреля — Абрам Галацер (65) — российский и советский журналист и краевед.
- 12 апреля — Михаил Сперанский (74) — русский филолог, фольклорист и византолог.
- 12 апреля — Фёдор Шаляпин (65) — русский оперный и камерный певец (высокий бас), в разное время солист Большого и Мариинского театров, а также театра Метрополитен Опера.
- 13 апреля — Шая Аншин (35) — советский государственный и партийный деятель, 2-й секретарь Областного комитета ВКП(б) Еврейской автономной области, расстрелян.
- 13 апреля — Иван Блюмович — священник Русской православной церкви.
- 13 апреля — Андрей Гриневич (46) — советский государственный и партийный деятель, председатель Исполнительного комитета Уссурийского областного Совета (1935—1937), расстрелян.
- 14 апреля — Владимир Нарбут (50) — русский поэт и литературный деятель конца XIX — начала XX веков; погиб в ГУЛАГе.
- 14 апреля — Ян Андреевич Берзин(47) — советский государственный и профсоюзный деятель, член президиума ВЦСПС, начальник строительства и первый директор Новолипецкого металлургического комбината; расстрелян.
- 14 апреля — Пётр Стахевич (79) — польский живописец, жанрист и иллюстратор.
- 15 апреля — Владимир Бегунов (40) — советский государственный деятель, военный атташе при Полномочном представительстве СССР в США (1936—1938), военинженер I-го ранга, расстрелян.
- 17 апреля — Асан Айвазов — классик крымскотатарской литературы, литературный критик, публицист.
- 17 апреля — Осман Акчокраклы — деятель крымскотатарского культурного возрождения.
- 19 апреля — Владимир Чопич — хорватский коммунист.
- 20 апреля — Тихон (Русинов) (56) — епископ Русской православной церкви.
- 21 апреля — Борис Пильняк (43) — русский писатель; расстрелян.
- 21 апреля — Алексей Агрба (41) — государственный и политический деятель Абхазии, Грузии, Азербайджана, Закавказской Федерации.
- 21 апреля — Рухулла Ахундов (41) — азербайджанский революционер, советский партийный и государственный деятель.
- 21 апреля — Борис Бреслав (45) — советский государственный и партийный деятель, председатель Витебского губернского комитета РКП(б) (1917—1918), расстрелян.
- 21 апреля — Дадаш Буниатзаде (50) — азербайджанский революционер, советский партийный и государственный деятель.
- 21 апреля — Мухтар Гаджиев (68) — советский государственный и партийный деятель, председатель ЦИК Азербайджанской ССР (1921—1922), расстрелян.
- 21 апреля — Мирза Гусейнов (45) — советский государственный и партийный деятель, 1-й секретарь ЦК КП(б) Таджикистана (1930—1933), расстрелян.
- 21 апреля — Гейдар Караев (41) — советский политический деятель, 1-й секретарь ЦК КП(б) Азербайджана (1929), расстрелян.
- 21 апреля — Энгельберт Штраух (46) — участник борьбы за Советскую власть в Эстонии.
- 21 апреля — Султан Эфендиев (50) — советский и азербайджанский государственный и партийный деятель.
- 23 апреля — Степан Джевецкий (94) — польско-русский учёный, инженер, конструктор и изобретатель, автор ряда конструкций подводных лодок.
- 23 апреля — Василий Таиров (78) — армянский и советский учёный, профессор.
- 25 апреля — Сакен Сейфуллин — казахский поэт и писатель, основоположник современной казахской литературы, государственный деятель, расстрелян.
- 25 апреля — Николай Гикало (41) — советский государственный и партийный деятель.
- 25 апреля — Николай Иванов (43) — советский политический деятель, 1-й секретарь Сахалинского областного комитета ВКП(б) (1933—1934), расстрелян.
- 25 апреля — Филипп Ординец (49) — регент, мученик, местночтимый святой Украинской Православной Церкви.
- 25 апреля — Яков Петерс (51) — профессиональный революционер.
- 25 апреля — Владимир Птуха (44) — советский партийный деятель.
- 26 апреля — Жан Блюмберг (48) — советский военачальник, комдив.
- 26 апреля — Хохол Джалыков (54) — советский государственный и партийный деятель, ответственный — 1-й секретарь Областного комитета ВКП(б) Калмыцкой автономной области (1927—1934), расстрелян.
- 26 апреля — Иван Межлаук (46) — советский партийный и государственный деятель, участник Октябрьской революции и Гражданской войны в России.
- 26 апреля — Илья Меламед (41) — советский военный и хозяйственный деятель, один из организаторов промышленности.
- 27 апреля — Фёдор Вдовин (48) — советский государственный и партийный деятель, ответственный секретарь Черноморского окружного комитета ВКП(б) (1928), расстрелян.
- 27 апреля — Яков Файвуш — инженер-радиотехник, бригинженер.

## Май
- 2 мая — Билли Бествик (63), английский игрок в крикет, играл за Derbyshire County Cricket Club[англ.] c 1898 по 1926.
- 7 мая — Дмитрий Богомолов (48) — советский дипломатический деятель, полномочный представитель СССР в Китае (1933—1937), расстрелян.
- 7 мая — Израиль Вейцер (49) — советский государственный деятель; расстрелян.
- 7 мая — Виктор Збруев (45 или 46) — заместитель наркома связи СССР, начальник Главного строительного управления Наркомсвязи, отец актёра Александра Збруева; расстрелян по обвинению в участии в контрреволюционной организации (род. в 1892).
- 7 мая — Абдулло Рахимбаев (41) — советский политический, партийный и государственный деятель.
- 7 мая — Иосиф Ходоровский — профессиональный революционер, участник Гражданской войны, советский государственный и партийный деятель.
- 8 мая — Самуил Майкапар (70) — известный пианист и композитор, преподаватель Петроградской консерватории, музыкальный писатель; дед Александра Майкапара.
- 9 мая — Киям Абрамов (40) — советский политический деятель, председатель СНК Татарской АССР (1930—1937), расстрелян.
- 9 мая — Миннигарей Ахметшин (49) — советский государственный и партийный деятель, председатель ЦИК Татарской АССР (1934—1937), расстрелян.
- 9 мая — Гумер Байчурин (48) — советский государственный и партийный деятель, председатель ЦИК Татарской АССР (1927—1929), расстрелян.
- 9 мая — Шаги-Валей Башкиров (44) — советский государственный и партийный деятель, народный комиссар просвещения Татарской АССР (1934—1937), расстрелян.
- 9 мая — Александр Белой (55) — русский и советский военачальник, военный историк, комбриг.
- 9 мая — Сигизмунд Вейзагер (36) — деятель ВЧК — ОГПУ — НКВД, народный комиссар внутренних дел Мордовской АССР (1937), капитан государственной безопасности, расстрелян.
- 9 мая — Гали Галеев (44) — советский государственный и партийный деятель, народный комиссар рабоче-крестьянской инспекции Татарской АССР (1927), расстрелян.
- 9 мая — Ахметсафа Давлетьяров (32) — советский государственный и партийный деятель, председатель СНК Татарской АССР (1937), расстрелян.
- 10 мая — Александр Амас (34) — советский государственный и партийный деятель.
- 10 мая — Алтер Друянов (67) — израильский литератор, редактор, журналист, фольклорист.
- 11 мая — Пётр Андреев (37) — советский политический деятель, председатель Исполнительного комитета Советов Марийской АССР (1937), расстрелян.
- 11 мая — Ефим Медведев (52) — украинский советский политический деятель.
- 15 мая — Мамед-Юсиф Джафаров (53) — азербайджанский политический и государственный деятель.
- 17 мая — Нора Кленч (71) — канадская скрипачка конца XIX и начала XX века, основательница Квартета Норы Кленч.
- 18 мая — Михаил Бабушкин (44) — советский полярный лётчик, Герой Советского Союза.
- 18 мая — Григорий Казаченко (80) — русский композитор, профессор Ленинградской консерватории.
- 19 мая — Джон Фредерик Бейли — ботаник и садовник Австралии.
- 23 мая — Лайош Гавро (43) — венгерский интернационалист.
- 23 мая — Евгений Коновалец (46) — участник Первой мировой войны и Гражданской войны на Украине, деятель украинского националистического движения 1929—1938 годов.
- 23 мая — Гавриил Протопопов (58) — иерей, священномученик, местночтимый святой Украинской Православной Церкви.
- 25 мая — Амвросий (Смирнов) (54) — епископ Русской православной церкви, архиепископ Муромский, викарий Нижегородской епархии.
- 25 мая — Андрей Мищенко (44) — регент, мученик, местночтимый святой Украинской Православной Церкви.
- 26 мая — Джон Абель (81) — американский биохимик и фармаколог.
- 26 мая — Киприан (Янковский) — местночтимый святой Украинской Православной Церкви, священномученик.
- 26 мая — Владимир Верный (37) — советский государственный и партийный деятель, 1-й секретарь Амурского областного комитета ВКП(б) (1933), расстрелян.
- 26 мая — Илья Слинкин — советский партийный деятель.
- 28 мая — Кесарь Белиловский (79) — украинский поэт, издатель, переводчик.
- 28 мая — Владимир Тимирёв (23) — русский художник, сын Анны Тимирёвой и её первого мужа, морского офицера Сергея Тимирёва, внук дирижёра и пианиста Василия Сафонова; расстрелян.
- 29 мая — Григорий Блох — советский оториноларинголог и фтизиатр.
- 29 мая — Семен Сибиряков — русский советский писатель.
- 31 мая — Давид Скалов — советский военный и политический деятель.

## Июнь
- 1 июня — Антоний (Панкеев) — епископ Православной Российской Церкви.
- 1 июня — Михаил Болдырёв (48) — советский государственный и партийный деятель, председатель Исполнительного комитета Сталинградского губернского Совета (1927—1928), репрессирован.
- 1 июня — Онуфрий (Гагалюк) — епископ Православной Российской Церкви.
- 3 июня — Александр Яната (50) — украинский агроном и ботаник чешского происхождения.
- 5 июня — Пётр Шмидт — востоковед, этнограф.
- 6 июня — Рафаэль Гисар Валенсия (60) — святой Римско-Католической Церкви, епископ, член католической конгрегации «Рыцари Колумба».
- 7 июня — Николай Вороной (66) — украинский писатель, переводчик, поэт, режиссёр, актёр, гражданско-политический деятель.
- 9 июня — Александр Шпаковский — советский футболист, нападающий.
- 10 июня — Николай Доброхотов (60) — советский государственный и партийный деятель, народный комиссар труда Украинской ССР (1923—1924), расстрелян.
- 10 июня — Дмитрий Жлоба (50) — советский военачальник, участник Гражданской войны 1918—20.
- 14 июня — Александр Анохин (42) — советский государственный и партийный деятель, председатель Исполнительного комитета Витебского губернского Совета, расстрелян.
- 14 июня — Илья Василевский (55) — российский журналист, фельетонист.
- 14 июня — Давид Гольман (50) — советский государственный и партийный деятель, ответственный секретарь Ново-Николаевского губернского комитета РКП(б) (1922), расстрелян.
- 14 июня — Эдвард Гюллинг (56) — советский государственный и партийный деятель, председатель СНК Автономной Карельской ССР (1923—1935), расстрелян.
- 16 июня — Лев Анципо-Чикунский (40) — советский государственный и военный деятель, врио начальника Отдела Главного морского Штаба Народного комиссариата военно-морского флота СССР, инженер-флагман III-го ранга, расстрелян.
- 16 июня — Георгий Благонравов (42) — советский военный деятель,1-й заместитель народного комиссара путей сообщения СССР (1932—1935), комиссар государственной безопасности I-го ранга, расстрелян.
- 16 июня — Герман Матсон — деятель ВЧК — ОГПУ — НКВД.
- 19 июня — Джек Хайдс (31) — исследователь австралийских колоний.
- 20 июня — Сурен Акопян (40) — советский политический деятель,1-й секретарь Областного комитета ВКП(б) Удмуртской автономной области (1933—1934), расстрелян.
- 20 июня — Иван Булат (42) — советский государственный и партийный деятель, председатель Верховного Суда РСФСР (1932—1937), расстрелян.
- 20 июня — Владимир Горев (38) — советский государственный и партийный деятель, военный атташе при Полномочном представительстве СССР в Испании (1936—1937), комбриг, расстрелян.
- 21 июня — Александр Романов (25) — Герой Советского Союза.
- 22 июня — Пётр Гордиенко (45) — советский государственный и партийный деятель, ответственный — 1-й секретарь Областного комитета ВКП(б) Ойратской — Ойротской автономной области (1930—1932), расстрелян.
- 22 июня — Кларенс Деннис (61) — австралийский поэт, прозаик, журналист.
- 22 июня — Н. Огнёв (49) — русский советский детский писатель.
- 23 июня — Ирилто Дампилон (44) — советский государственный и партийный деятель, председатель ЦИК Бурят-Монгольской АССР (1934—1937), расстрелян.
- 23 июня — Элбек-Джорджи Ринчино (50) — выдающийся бурятский общественно-политический, государственный и военный деятель.
- 25 июня — Борис Гарин (40) — прокурор Северо-Кавказского — Орджоникидзевского края (1934—1937), расстрелян.
- 25 июня — Николай Трубецкой (48) — выдающийся русский лингвист; известен также как философ и публицист евразийского направления.
- 28 июня — Феликс Ингаунис (44) — советский лётчик, комкор; расстрелян.
- 28 июня — Артёмий Любович (57) — советский государственный деятель, участник революционного движения, нарком почт и телеграфа РСФСР и СССР; расстрелян.
- 28 июня — Иван Рыжов (48) — советский партийный и государственный деятель; расстрелян.
- 29 июня — Василий Шорин (67) — советский военачальник, командовал фронтами Красной армии во время Гражданской войны.
- 29 июня — Василий Щербаков (40) — белорусский историк, доктор исторических наук.

## Июль
- 1 июля — Анатолий Геккер (49) — русский и советский военный деятель, комкор.
- 5 июля — Отто Бауэр (56) — австрийский политический деятель, революционер и публицист, теоретик австромарксизма, генеральный секретарь Социал-демократической партии Австрии.
- 5 июля — Идрис Зязиков (42) — советский политический деятель, ответственный секретарь Областного комитета ВКП(б) Ингушской автономной области (1924—1929).
- 6 июля — Всеволод Стратонов (69) — русский астрофизик, профессор.
- 6 июля — Михаил Чернов (59) — советский композитор и музыкальный педагог, профессор, доктор искусствоведения.
- 10 июля — Александр Зайд — один из основателей еврейских организаций обороны «Бар-Гиора» и «Ха-Шомер».
- 10 июля — Марк Марченков — советский военнослужащий, воздушный стрелок-радист эскадрильи скоростных бомбардировщиков, Герой Советского Союза.
- 10 июля — Тухват Янаби (44) — башкирский советский поэт, писатель и общественный деятель.
- 11 июля — Зинатулла Булашев (44) — советский государственный и партийный деятель, председатель СНК Башкирской АССР (1930—1937), расстрелян.
- 13 июля — Дзамболат Годжиев (43) — советский государственный деятель, председатель Верховного Суда Северо-Осетинской АССР (1937), расстрелян.
- 14 июля — Зяма Пивоваров (28) — белорусский поэт и переводчик.
- 16 июля — Ида Авербах (32) — племянница председателя ВЦИК Я. М. Свердлова и жена народного комиссара внутренних дел СССР Г. Г. Ягоды.
- 16 июля — Борис Бак (41) — советский государственный деятель, начальник Управления НКВД по Северной области (1937), комиссар государственной безопасности III-го ранга, расстрелян.
- 16 июля — Аветис Султан-Заде (50) — деятель иранского коммунистического движения, теоретик и публицист.
- 16 июля — Елена Феррари — русская и итальянская поэтесса начала 1920-х годов, агент Разведупра РККА, капитан, кавалер ордена Красного Знамени.
- 17 июля — Павел Медведев (46) — теоретик и историк литературы, литературный критик, профессор Санкт-Петербургского университета.
- 18 июля:
  - Пётр Батенко — советский стратонавт;
  - Серафим Кучумов — советский стратонавт;
  - Мария Эдинбургская (62), британская принцесса, в браке — последняя королева Румынии (1914—1927);
  - Давид Столбун — советский стратонавт;
  - Яков Украинский — советский стратонавт.
- 20 июля — Борис Авилов (64) — — русский революционер, член РСДРП.
- 26 июля — Дмитрий Григорович (55) — русский и советский авиаконструктор, специалист по гидросамолётам.
- 28 июля — Максим Аммосов (40) — советский государственный и партийный деятель, активный участник борьбы за установление Советской власти в Сибири.
- 28 июля — Николай Антипов (43) — советский государственный и партийный деятель, председатель Комиссии советского контроля при СНК СССР, расстрелян.
- 28 июля — Борис Берман (41) — советский государственный и партийный деятель, 1-й секретарь Областного комитета ВКП(б) Удмуртской автономной области — Удмуртского областного комитета ВКП(б)(1934—1937), расстрелян.
- 28 июля — Антон Булин (44) — советский партийный деятель, начальник Управления по командно-начальствующему составу РККА (1937), армейский комиссар II-го ранга, расстрелян.
- 28 июля — Иокам Вацетис (64) — российский, советский военачальник. Командарм 2-го ранга.
- 28 июля — Иосиф Варейкис (43) — советский государственный и партийный деятель, 1-й секретарь Дальне-Восточного краевого комитета ВКП(б) (1937), расстрелян.
- 28 июля — Михаил Генявский (36) — советский государственный и партийный деятель, председатель Исполнительного комитета Челябинского областного Совета (1937—1938), расстрелян.
- 28 июля — Алексей Грачёв (41) — советский государственный и партийный деятель, и. о. председателя Исполнительного комитета Свердловского областного Совета (1937—1938), расстрелян.
- 28 июля — Яков Давтян (49) — чекист, дипломат.
- 28 июля — Михаил Ланда — советский политработник и работник органов прокуратуры.
- 28 июля — Израиль Леплевский (42) — деятель ВЧК-ГПУ-ОГПУ-НКВД, комиссар государственной безопасности 2-го ранга.
- 28 июля — Григорий Окунев (37) — советский политработник.
- 28 июля — Владимир Орлов (43) — советский военно-морской деятель.
- 28 июля — Рафаэль Хитаров (36) — комсомольский и партийный деятель.
- 29 июля — Яков Алкснис (41) — советский военный деятель.
- 29 июля — Иван Белов (45) — советский военный деятель, командарм 1-го ранга.
- 29 июля — Август Бергольц — советский военный деятель, лётчик, комдив.
- 29 июля — Николай Берёзин (38) — советский государственный и партийный деятель, уполномоченный Комиссии партийного контроля при ЦК ВКП(б) по Дальне-Восточному краю (1936), расстрелян.
- 29 июля — Ян Карлович Берзин (48) — советский военный и политический деятель, один из создателей и руководитель советской военной разведки, начальник охраны Ленина, армейский комиссар 2-го ранга (1937); расстрелян.
- 29 июля — Алексей Буров (44) — советский государственный и партийный деятель, председатель Исполнительного комитета Горьковского областного Совета (1937—1938), расстрелян.
- 29 июля — Иосиф Варейкис (43) — советский партийный и государственный деятель.
- 29 июля — Михаил Великанов (45) — советский военный деятель.
- 29 июля — Павел Дыбенко (49) — советский политический и военный деятель, командарм 2-го ранга (1935); расстрелян.
- 29 июля — Дмитрий Евтушенко (40) — советский государственный и партийный деятель, 1-й секретарь Одесского областного комитета КП(б) Украины (1937), расстрелян.
- 29 июля — Владимир Затонский (59) — украинский и советский политический и партийный деятель.
- 29 июля — Давид Канделаки (43) — советский государственный деятель, дипломат, доверенное лицо Сталина.
- 29 июля — Вильгельм Кнорин (47) — советский партийный и государственный деятель.
- 29 июля — Николай Крыленко (53) — советский государственный и партийный деятель.
- 29 июля — Михаил Левандовский (48) — советский военный деятель, командарм 2-го ранга (1935); расстрелян.
- 29 июля — Григорий Леплевский (49) — член Коллегии НКВД, заместитель прокурора СССР.
- 29 июля — Алексей Махалин (30) — Герой Советского Союза.
- 29 июля — Валерий Межлаук (45) — советский партийный и государственный деятель.
- 29 июля — Эдуард Прамнэк (38) — советский партийный деятель.
- 29 июля — Осип Пятницкий (56) — советский партийный и государственный деятель.
- 29 июля — Моисей Рухимович — советский государственный деятель.
- 29 июля — Ян Рудзутак (50) — советский государственный, партийный и профсоюзный деятель.
- 29 июля — Александр Свечин (59) — русский и советский военачальник, выдающийся военный теоретик, публицист и педагог.
- 29 июля — Матвей Скобелев (52) — участник социал-демократического движения в России, меньшевик.
- 29 июля — Василий Шмидт (51) — советский государственный и общественный деятель.
- 29 июля — Яков Яковлев (42) — советский государственный и политический деятель.
- 30 июля — Александр Эйг — израильский ботаник, глава кафедры ботаники Еврейского университета в Иерусалиме и основатель Ботанического сада на Горе Скопус.
- 31 июля — Валико Гуниа (76) — советский грузинский актёр, народный артист Грузинской ССР.
- 31 июля — Григорий Колесников — Герой Советского Союза.
- 31 июля — Григорий Корнев — Герой Советского Союза.
- 31 июля — Константин Пушкарёв (23) — Герой Советского Союза.

## Август
- 1 августа — Яков Агранов (44) — деятель ВЧК-ОГПУ-НКВД, комиссар государственной безопасности 1-го ранга (26 ноября 1935), один из организаторов массовых репрессий 1920-х — 1930-х годов.
- 1 августа — Александр Бекзадян (59) — советский дипломат, государственный и политический деятель.
- 1 августа — Эдуард Берзин (44 или 45) — деятель ВЧК-ОГПУ-НКВД, первый начальник треста Дальстрой, один из организаторов и руководителей системы ГУЛАГ; расстрелян.
- 1 августа — Андрей Бубнов (54) — советский политический и военный деятель.
- 1 августа — Василий Виневитин (25) — Герой Советского Союза.
- 1 августа — Николай Куйбышев (44) — советский военачальник.
- 1 августа — Семен Урицкий (43) — советский военный деятель, начальник разведуправления РККА, комкор.
- 1 августа — Константин Юренев — участник революционного движения в России, советский дипломат.
- 3 августа — Александр Малышкин (46) — русский советский писатель, классик социалистического реализма.
- 6 августа — Андрей Боровиков (25) — Герой Советского Союза.
- 6 августа — Семён Рассоха — Герой Советского Союза.
- 7 августа — Иван Гвоздев (30) — Герой Советского Союза.
- 7 августа — Иван Пожарский (32) — Герой Советского Союза.
- 7 августа — Константин Станиславский (75) — русский театральный режиссёр, актёр и преподаватель, Народный артист СССР (1936).
- 8 августа — Никита Агишев (35) — советский политический деятель, председатель Исполнительного комитета Коми-Пермяцкого окружного Совета (1934—1937), расстрелян.
- 8 августа — Константин Бухарин (50) — советский государственный и партийный деятель, уполномоченный Комиссии советского контроля при СНК СССР по Свердловской области (1935—1938), расстрелян.
- 9 августа — Александр Вахламов (42) — советский государственный и партийный деятель, ответственный секретарь Северо-Двинского губернского комитета РКП(б) — ВКП(б) (1925—1928), расстрелян.
- 12 августа — Саркис Саркисов (40) — советский партийный деятель.
- 12 августа — Ш. Семдор — украинский, российский и советский актёр и режиссёр еврейского и украинского театра. Один из основателей Национального театра Украины.
- 14 августа — Григорий Белых (31) — советский писатель, соавтор книги «Республика Шкид»; умер в тюрьме от туберкулёза.
- 14 августа — Хью Трамбл (71) — австралийский игрок в крикет.
- 15 августа — Александр Бекзадян (59) — советский государственный и партийный деятель, полномочный представитель СССР в Венгрии (1934—1937), расстрелян.
- 16 августа — Сергей Айдаров (71) — драматический актёр и режиссёр театра Малого театра.
- 17 августа — Михась Багун (29) — белорусский советский поэт, писатель, переводчик.
- 19 августа — Андрей Бодров (42) — советский дипломатический деятель, полномочный представитель РСФСР в Бухаре (1921), расстрелян.
- 19 августа — Алекандр Верховский (51) — русский военный деятель. Военный министр Временного правительства.
- 19 августа — Николай Пахомов — народный комиссар водного транспорта СССР.
- 21 августа — Леон Гайкис (39) — советский государственный и партийный деятель, полномочный представитель СССР в Испании(1937), расстрелян.
- 21 августа — Вацлав Грузель (42) — советский государственный и партийный деятель, народный комиссар рабоче-крестьянской инспекции Белорусской ССР (1924—1926), расстрелян.
- 21 августа — Никодим (Кротков) (69) — епископ Русской православной церкви, архиепископ Костромской и Галичский.
- 22 августа — Иван Апетер (48) — советский государственный и партийный деятель, начальник Соловецкой тюрьмы ГУГБ НКВД СССР. расстрелян.
- 22 августа — Анатолий Битнер-Эльбаум (54) — советский государственный и партийный деятель, генеральный консул СССР в Тяньцзине (Китай), расстрелян.
- 22 августа — Лаврентий Картвелишвили (48) — советский политический и партийный деятель, революционер.
- 22 августа — Лев Марьясин (46) — советский государственный и партийный деятель, председатель Госбанка СССР; расстрелян.
- 22 августа — Михаил Медников — российский военный деятель.
- 22 августа — Пётр Фельдман (38) — дивизионный комиссар, начальник Политуправления Черноморского флота Союза ССР.
- 24 августа — Владимир Адрианов (63) — русский военный картограф, конструктор компасов, художник, автор дизайна герба СССР.
- 25 августа — Николай Базовский (43) — советский государственный и партийный деятель, председатель Исполнительного комитета Омского окружного Совета.
- 25 августа — Владислав Грушецкий — русский и советский военачальник.
- 25 августа — Семён Диманштейн (52) — советский государственный и партийный деятель, народный комиссар просвещения Туркестанской ССР (1920—1921), расстрелян.
- 25 августа — Александр Зузенко — российско-австралийский профессиональный революционер.
- 25 августа — Фридрих Калниньш (51) — советский военачальник.
- 25 августа — Казимир Квятек — советский военачальник, командир украинских повстанческих формирований в годы Гражданской войны, комдив Красной Армии.
- 25 августа — Рудольф Кирхенштейн — советский разведчик, полковник.
- 25 августа — Александр Куприн (67) — русский писатель; рак языка.
- 26 августа — Теодор Аксентович (79) —46 польский художник армянского происхождения, портретист.
- 26 августа — Джамшид Нахичеванский (43) — советский военачальник, комбриг, последний генерал из рода Ханов Нахичеванских.
- 26 августа — Эдуард Салынь — сотрудник ЧК-ОГПУ-НКВД.
- 26 августа — Михаил Свечников (56) — советский военачальник, военный историк, военный теоретик
- 26 августа — Софья Соколовская (44) — большевик, профессиональный революционер.
- 28 августа — Михаил Антонов (47) — советский государственный и партийный деятель, начальник Новгородского губернского отдела ГПУ, расстрелян
- 28 августа — Иосиф Винцер (52) — советский дипломат, торговый представитель СССР в Испании, расстрелян.
- 28 августа — Зиновий Жаднов (33) — советский политический деятель, и. о. 1-го секретаря Марийского областного комитета ВКП(б) (1937—1938).
- 28 августа — Андрей Киселёв (42) — советский политический деятель, 1-й секретарь Алма-Атинского областного комитета ВКП(б) (1934—1937), расстрелян.
- 28 августа — Самуил Ливент-Левит — советский разведчик, капитан госбезопасности.
- 28 августа — Валериан Правдухин() — русский писатель.
- 28 августа — Александр Эйдук — чекист, член коллегии ВЧК в 1919 −1921.
- 29 августа — Ошер Абугов (39) — старший майор госбезопасности, начальник УНКВД Кировской области.
- 29 августа — Пётр Арутюнянц (46) — начальник строительства и первый директор Бобриковского химкомбината.
- 29 августа — Жозеф Бедье (74) — французский филолог-медиевист.
- 29 августа — Ян Антонович Берзин (56) — советский государственный и партийный деятель, дипломат; расстрелян.
- 29 августа — Александр Гуминский (36) — деятель ВЧК — ОГПУ — НКВД, начальник Управления НКВД по Калининской области (1937—1938), капитан государственной безопасности, расстрелян.
- 29 августа — Леонид Заковский — деятель ВЧК-ОГПУ-НКВД, комиссар государственной безопасности 1-го ранга. Один из организаторов сталинских репрессий.
- 29 августа — Ураз Исаев (38) — советский политический деятель, председатель СНК Казахской ССР (1937—1938), расстрелян.
- 29 августа — Борис Камков — социалист, лидер российских социалистов-революционеров, один из создателей партии левых эсеров.
- 29 августа — Лев Миронов — советский государственный деятель.
- 29 августа — Натан Шапиро-Дайховский — Почетный работник ЧК-ГПУ, старший майор Государственной Безопасности.

## Сентябрь
- 1 сентября — Николай Брюханов (59) — советский государственный и партийный деятель, народный комиссар финансов СССР (1926—1930), расстрелян.
- 1 сентября — Валериан Оболенский (51) — советский экономист, государственный и партийный деятель, публицист.
- 3 сентября — Сергей Ингулов — российский революционер, подпольщик.
- 3 сентября — Фёдор Эйхманс — сотрудник ВЧК-ОГПУ-НКВД СССР.
- 7 сентября — Юрий Великанович — участник революционных событий в Испании. Член Коммунистической партии Западной Украины.
- 7 сентября — Николай Горбунов (46) — советский государственный и общественный деятель, учёный-химик; расстрелян.
- 8 сентября — Михаил Чакир (77) — молдавский и гагаузский священнослужитель и просветитель.
- 10 сентября — Николай Зимин — советский государственный и партийный деятель.
- 12 сентября — Яков Галахов (73) — духовный писатель, протоиерей и пастырь-проповедник.
- 13 сентября — Сэмюэл Александер (79) — британский философ, представитель неореализма, один из создателей теории эмерджентной эволюции.
- 15 сентября — Исидор Барахов (Иванов) (40) — ответственный секретарь Якутского областного комитета ВКП(б)(1926—1928), расстрелян.
- 15 сентября — Томас Вулф (37) — американский писатель, представитель «потерянного поколения».
- 15 сентября — Порфирий Казанский (53) — русский советский поэт, журналист, литератор, педагог, председатель городской думы Барнаула.
- 15 сентября — Габдул-Ахад Фахретдинов (46) — экономист, член Всероссийского учредительного собрания.
- 17 сентября — Леонид Юровский (53) — российский экономист.
- 17 сентября — Бруно Ясенский (37) — русский советский писатель, поэт, драматург, писавший на русском, польском и французском языках; соавтор манифеста польского футуризма (вместе с Анатолем Стерном); расстрелян.
- 19 сентября — Бронислав Туронок (42) — публицист, культурный деятель белорусского национального меньшинства в межвоенной Польше.
- 21 сентября — Вильгельм Зоргенфрей (56) — русский поэт Серебряного века, переводчик.
- 21 сентября — Бенедикт Лившиц (51) — русский поэт, переводчик и исследователь футуризма.
- Ночь на 21 сентября — Юрий Юркун (Иосиф Юркунас) (43) — российский прозаик, близкий друг Михаила Кузмина; расстрелян.
- 22 сентября — Лаврентий Вьюшков (40) — советский государственный и партийный деятель, председатель Исполнительного комитета Хабаровского областного Совета (1937—1938), расстрелян.
- 22 сентября — Григорий Железногорский (42) — советский политический деятель, генеральный прокурор Украинской ССР (1936—1937), расстрелян.
- 22 сентября — Аркадий Киселёв — советский политический деятель, прокурор Украинской ССР (1935—1936), расстрелян.
- 23 сентября — Николай Волков (40) — советский государственный и партийный деятель,1-й секретарь Организационного бюро ЦК КП(б) Украины по Николаевской области (1937—1938), расстрелян.
- 23 сентября — Николай Марчак (34) — советский и украинский политический деятель.
- 23 сентября — Николай Чаплин (35) — деятель ВЛКСМ; расстрелян.
- 24 сентября — Лев Шнирельман (33) — советский математик, член-корреспондент АН СССР.
- 25 сентября — Лев Задов (45) — Начальник контрразведки Революционной повстанческой армии Нестора Махно.
- 25 сентября — Чингиз Ильдрым (48) — азербайджанский советский инженер-металлург.
- 27 сентября — Владимир Быстряков (38) — советский государственный и партийный деятель, председатель Исполнительного комитета Советов Марийской АССР (1938), расстрелян.
- 27 сентября — Наум Голод (46) — советский государственный и партийный деятель, ответственный секретарь Мариупольского окружного комитета КП(б) Украины (1927—1929), расстрелян.
- 27 сентября — Георгий Кариб (42) — советский политический деятель, ответственный секретарь Областного комитета ВКП(б) Чеченской автономной области (1930—1932), расстрелян.
- 29 сентября — Пётр Супруненко (45) — советский учёный в области механики.
- 30 сентября — Михаил Иванов (49) — советский государственный и партийный деятель, председатель Исполнительного комитета Псковского губернского Совета (1919), расстрелян.

## Октябрь
- 2 октября — Пётр Витолин (55) — советский государственный и партийный деятель, председатель СНК Калужской Советской Республики (1918), расстрелян.
- 2 октября — Василий Ивчук (35) — директор Дударковской школы в 1932—1938 годах, Киевская область, Герой Украины (2007, посмертно); расстрелян.
- 3 октября — Александр Авереску (79) — румынский маршал и политический деятель.
- 3 октября — Владимир Алгасов — советский государственный и хозяйственный деятель, эсер.
- 3 октября — Владимир Варанкин (35) — советский историк, эсперантолог, эсперантский писатель.
- 4 октября — Александр Бряндинский — Герой Советского Союза.
- 4 октября — Усманхан Ишанходжаев (39) — советский политический деятель, 1-й секретарь Областного комитета ВКП(б) Карачаевской автономной области (1934), расстрелян.
- 4 октября — Абдулла Кадыри (44) — известный узбекский советский писатель.
- 5 октября — Мариан Здзеховский (77) — польский филолог, историк литературы, критик, публицист. Носитель герба Равич.
- 6 октября — Николай Доброхотов (59) — российский революционер, советский государственный и политический деятель.
- 7 октября — Василий Яроцкий (51) — революционер, большевик.
- 8 октября — Гнат Хоткевич (60) — украинский музыкант, писатель, историк, композитор, искусствовед, этнограф, педагог, театральный и общественно-политический деятель.
- 10 октября — Адам Бабареко (38) — белорусский советский прозаик, критик.
- 10 октября — Николай Григорьев — советский шахматист, шахматный композитор и аналитик шахматной игры.
- 12 октября — Кирилл Владимирович (61) — старший сын великого князя Владимира Александровича, двоюродный брат Николая II; болезнь ног.
- 12 октября — Александр Григорьевич Архангельский (48) — советский пародист, творивший в 20-е-30-е годы; туберкулёз.
- 16 октября — Мария Блюменталь-Тамарина (79) — советская актриса, народная артистка СССР.
- 16 октября — Сат Чурмит-Дажы (43) — тувинский государственный деятель.
- 19 октября — Борис Житков (56) — русский и советский писатель.
- 19 октября — Стасис Настопка (57) — российский и литовский военнослужащий, генерал-лейтенант литовской армии.
- 20 октября — Ибрагим Исмаилов (37) — советский политический деятель, народный комиссар торговли Таджикской ССР (1936—1937), расстрелян.
- 20 октября — Хамитдин Ишанов (35) — советский политический деятель, народный комиссар внутренней торговли Таджикской ССР (1935—1936), расстрелян.
- 20 октября — Эрнест Лепин — комбриг Рабоче-крестьянской Красной Армии, участник Гражданской войны, дважды Краснознамёнец.
- 22 октября — Александр Гизетти (50) — революционер, член Всероссийского учредительного собрания, литературовед.
- 22 октября — Михаил Израэль (44) — советский политический деятель, председатель Воронежского областного Суда (1934—1938), расстрелян.
- 22 октября — Владимир Карелин (47) — советский политический деятель, народный комиссар государственных имуществ Российской Советской Республики — РСФСР (1917—1918), расстрелян.
- 23 октября — Виктор Филов (44) — советский журналист и государственный деятель.
- 27 октября — Артемий Халатов — советский политический и государственный деятель.
- 28 октября — Недирбай Айтаков (42) — советский политический деятель, председатель ЦИК Туркменской ССР — председатель ЦИК СССР (1925—1937), расстрелян.
- 29 октября — Рубен Восканов (47) — советский государственный и партийный деятель, 1-й секретарь Южно-Казахстанского областного комитета ВКП(б) (1932—1933), расстрелян.

## Ноябрь
- 2 ноября — Алексей Бобров (52) — советский государственный и партийный деятель, председатель Исполнительного комитета Орловского губернского Совета (1922—1923), расстрелян.
- 3 ноября — Виктор Косенко (41) — украинский композитор, пианист, педагог.
- 4 ноября — Пётр Михно (70) — член распорядительного совета Троицкосавско-Кяхтинского отделения Географического общества, учёный, краевед.
- 5 ноября — Юсуп Абдрахманов (36) — председатель Совета Народных Комиссаров Киргизской АССР (1927—1933).
- 5 ноября — Иманали Айдарбеков (54) — советский политический деятель, председатель Главного Суда Киргизской АССР (1927—1929), расстрелян.
- 5 ноября — Владимир Бельгов (52) — торговый представитель РСФСР в Персии (в 1920-х), расстрелян.
- 9 ноября — Василий Блюхер (47) — советский военный, государственный и партийный деятель, Маршал Советского Союза.
- 9 ноября — Григорий Иваненко (45) — активный участник коммунистического движения на Западной Украине, один из руководителей КПЗУ.
- 10 ноября — Мустафа Кемаль Ататюрк (57) — турецкий политик, первый президент Турецкой Республики; цирроз печени.
- 16 ноября — Аббас-Мирза Шарифзаде (44) — азербайджанский актёр театра и режиссёр.
- 19 ноября — Лев Шестов (72) — русский философ-экзистенциалист.
- 20 ноября — Ян Банкович (55) — советский государственный и партийный деятель, председатель Исполнительного комитета Иркутского окружного Совета (1928—1930), расстрелян.
- 21 ноября — Евгения Ежова (34) — советская журналистка.
- 25 ноября — Христофор Шапошников (66) — советский ученый, биолог, основатель Кавказского заповедника.
- 26 ноября — Генри Шульц (45) — американский экономист.
- 29 ноября — Илья Ошерович — белорусский редактор, историк, политический деятель; расстрелян.
- 29 ноября — Бронислав Тарашкевич (46) — белорусский общественно-политический деятель, языковед; расстрелян.

## Декабрь
- 4 декабря — Юзеф Теодорович — львовский архиепископ армяно-католического обряда, теолог, политик.
- 5 декабря — Александр Нечволодов (74) — русский военный и общественный деятель, автор популярных книг по истории и трактатов по экономике.
- 6 декабря — Георгий Бакланов (57) — русский оперный певец (баритон).
- 6 декабря — Дэвид Уильям Харви (род. 1887) — канадский инженер и организатор транспортной системы.
- 7 декабря — Борис Бруцкус (64) — российский экономист, статистик, агроном, общественный деятель.
- 8 декабря — Фридрих Глаузер (42) — швейцарский писатель, писал на немецком языке.
- 12 декабря — Елисей Горячев — советский военачальник, комкор, кавалер трёх орденов Боевого Красного Знамени.
- 13 декабря — Август Зиберт (82) — австрийский скрипач и дирижёр.
- 14 декабря — Николай Аркас (58) — командир полка УНР.
- 14 декабря — Михась Чарот (42) — белорусский поэт и писатель.
- 15 декабря — Валерий Чкалов (34) — советский лётчик-испытатель, комбриг, Герой Советского Союза, командир экипажа самолёта, в 1937 году совершившего первый беспосадочный перелёт через Северный полюс из Москвы в Ванкувер (штат Вашингтон, США); погиб.
- 17 декабря — Гордий Коцюба (46) — украинский писатель.
- 17 декабря — Густав Тамман (77) — немецкий физикохимик прибалтийского происхождения.
- 20 декабря — Павел Люблинский (65) — российский юрист.
- 21 декабря — Константин Грабарь (61) — политический, общественный и государственный деятель Подкарпатской Руси.
- 23 декабря — Мария Павлова (84) — русский и советский палеонтолог.
- 25 декабря — Карел Чапек (48) — один из самых известных чешских писателей XX века, прозаик и драматург.
- 27 декабря — Осип Мандельштам (47) — русский поэт, эссеист, переводчик и литературный критик, один из крупнейших русских поэтов XX века; умер от тифа в пересыльном лагере Владперпункт (Владивосток).
- 30 декабря — Сергей Мамонтов (61) — русский и эстонский дирижёр и музыкальный педагог.